# Human Rights Service
Human Rights Service (HRS) är en norsk stiftelse som beskriver sig som "en partipolitiskt oavhängig tankesmedja med fokus på mänskliga rättigheter och demokrati i ett multietniskt och mångkulturellt samhälle, speciellt i förhållande till barn, unga och kvinnor".
Stiftelsen har sitt säte i Oslo. Verkställande direktör är Rita Karlsen. Informationschef är journalisten och samhällsdebattören Hege Storhaug, som skrivit och debatterat kring hedersmord, könsstympning och tvångsäktenskap.
HRS mottar ungefär två miljoner norska kronor årligen i offentliga bidrag. Bidraget är ett resultat av en överenskommelse mellan den av Høyre dominerade regeringen Solberg II och Fremskrittspartiet.[källa behövs]
I juni år 2017 låg HRS webbsida rights.no på 15:e plats i listan för mest delade länkar på sociala medier i Norge, en ökning från 2016 då webbplatsen låg på topp 30 listan. Det använda analysverktyget Storyboard inhämtar 5 000 norska nyhetsartiklar och 1 500 blogginlägg dagligen.

## Kritik
Stiftelsen är omstridd och har tidvis kritiserats av antirasistiska organisationer. SOS Rasism beskriver den som "en klart invandrerfientlig organisation", och menar att den bedriver "hets mot muslimer" och "generell hets mot invandrare". Organisationen menar också att Human Rights Service har starka band till Fremskrittspartiet. Human Rights Service avvisar SOS Rasisms anklagelser som oseriösa.
Den norskpakistanska samhällsdebattören Mohammad Usman Rana har kallat Human Rights Service "en högerpopulistisk och islamofob interessegrupp".
Stiftelsen har offentligt gett oförbehållsamt stöd till Siv Jensens uttalande om att Norge blir "smygislamiserat"
Offentliga institutioner och internationella organisationer som har påtalat att det finns en ökad diskriminering av muslimer i Norge och västvärlden generellt har förlöjligats av HRS. Den norska jämlikhets- och diskrimineringsombudsmannen Beate Gangås har av stiftelsen kallats "Islam- och diskrimineringsombud". Bjørgulv Braanen, redaktör på den socialistiska tidningen Klassekampen, som har varnat för ”dagens antimuslimska klimat” har av stiftelsen kallats "förrädare".
Under en debatt i programmet Tabloid på norska TV2 hotade stiftelsens informationschef, Hege Storhaug, sin meningsmotståndare, Islamsk Råds informationschef Mohammad Usman Rana, med att gräva i familjens bakgrund och offentliggöra det hon fann. Orsaken var att Rana inte slutade referera till en artikel i tidningen Verdens Gang som ställer stiftelsen i dålig dager. Rana kallades vid samma tillfälle gunda av Storhaug, en förolämpning som på punjabi betyder "oren".